# Punk Goes Pop
Punk Goes Pop es un álbum de compilación parte de Punk Goes..., una serie creada por Fearless Records. Contiene una colección de canciones hechas por varios artistas y que son covers de canciones pop. Fue hecho el 3 de abril de 2002.

## Listado de canciones
| #   | Título                       | Intérprete            | Intérprete original | Duración |
| --- | ---------------------------- | --------------------- | ------------------- | -------- |
| 1.  | "I Want It That Way"         | Dynamite Boy          | Backstreet boys     | 3:32     |
| 2.  | "Candy"                      | Slick Shoes           | Mandy Moore         | 3:31     |
| 3.  | "Everywhere"                 | Yellowcard            | Michelle Branch     | 3:35     |
| 4.  | "Get this Party Started"     | Stretch Arm Strong    | Pink                | 2:04     |
| 5.  | "Like a Prayer"              | Rufio                 | Madonna             | 3:49     |
| 6.  | "Bye Bye Bye"                | Further Seems Forever | 'N Sync             | 3:25     |
| 7.  | "Crush"                      | Noise Ratchet         | Mandy Moore         | 3:02     |
| 8.  | "I'm like a Bird"            | Element 101           | Nelly Furtado       | 3:50     |
| 9.  | "Survivor"                   | Knockout              | Destiny's Child     | 2:24     |
| 10. | "I'm Real"                   | The Starting Line     | Jennifer Lopez      | 3:28     |
| 11. | "The Way You Love Me"        | Keepsake              | Faith Hill          | 4:12     |
| 12. | "Sometimes"                  | Reach the Sky         | Britney Spears      | 3:34     |
| 13. | "All or Nothing"             | Fake ID               | O-Town              | 3:20     |
| 14. | "Borderline"                 | Showoff               | Madonna             | 3:39     |
| 15. | "Send Me an Angel"           | Thrice                | Real Life           | 3:24     |
| 16. | "...Baby One More Time"      | Nicotine              | Britney Spears      | 2:33     |
| 17. | "Heaven Is a Place on Earth" | Student Rick          | Belinda Carlisle    | 3:27     |

- Datos: Q1932262